# Raven (Patriziergeschlecht)
Raven ist der Name eines alten Patriziergeschlechts der südniedersächsischen früheren Hansestadt Einbeck.

## Geschichte
Es ist nicht verwandt mit dem gleichnamigen Adelsgeschlecht aus der Uckermark, aber mit eigenem Wappen. Sie tragen nicht das Präfix von im Namen, denn die Raven wurden nie in den Adelsstand erhoben. Die Linie begann 1285 mit Ludolf Raven. Er wurde erstmals in einer Urkunde des Hildesheimer Hochstifts erwähnt.
Die Raven bildeten in Einbeck zusammen mit den Geschlechtern von Edemissen, von Dassel, von Junge, von Einem, von Diek, von Hardenberg, von Uslar, von Lha, von der Brügge, von Werder, von Crimmensen, von Mackenhusen und Ernst das alte Patriziat. Sie stellten über Jahrhunderte Ratsherren in Einbeck, von Hans Raven dem Älteren um 1349 zu fast allen Zeiten bis ins 19. Jahrhundert, und mehrere waren Bürgermeister von Einbeck. Belehnt waren sie von den Herzögen von Braunschweig-Wolfenbüttel, den Herzögen von Braunschweig-Grubenhagen, von den Dynasten zu Plesse, vom Kloster Corvey, von den Herren von Garmissen, von Oldershausen, von Steinberg, von Bock, von Saldern, von Wallmoden, von der Dompropstei St. Alexandri und von den Herren von Stöckheim.

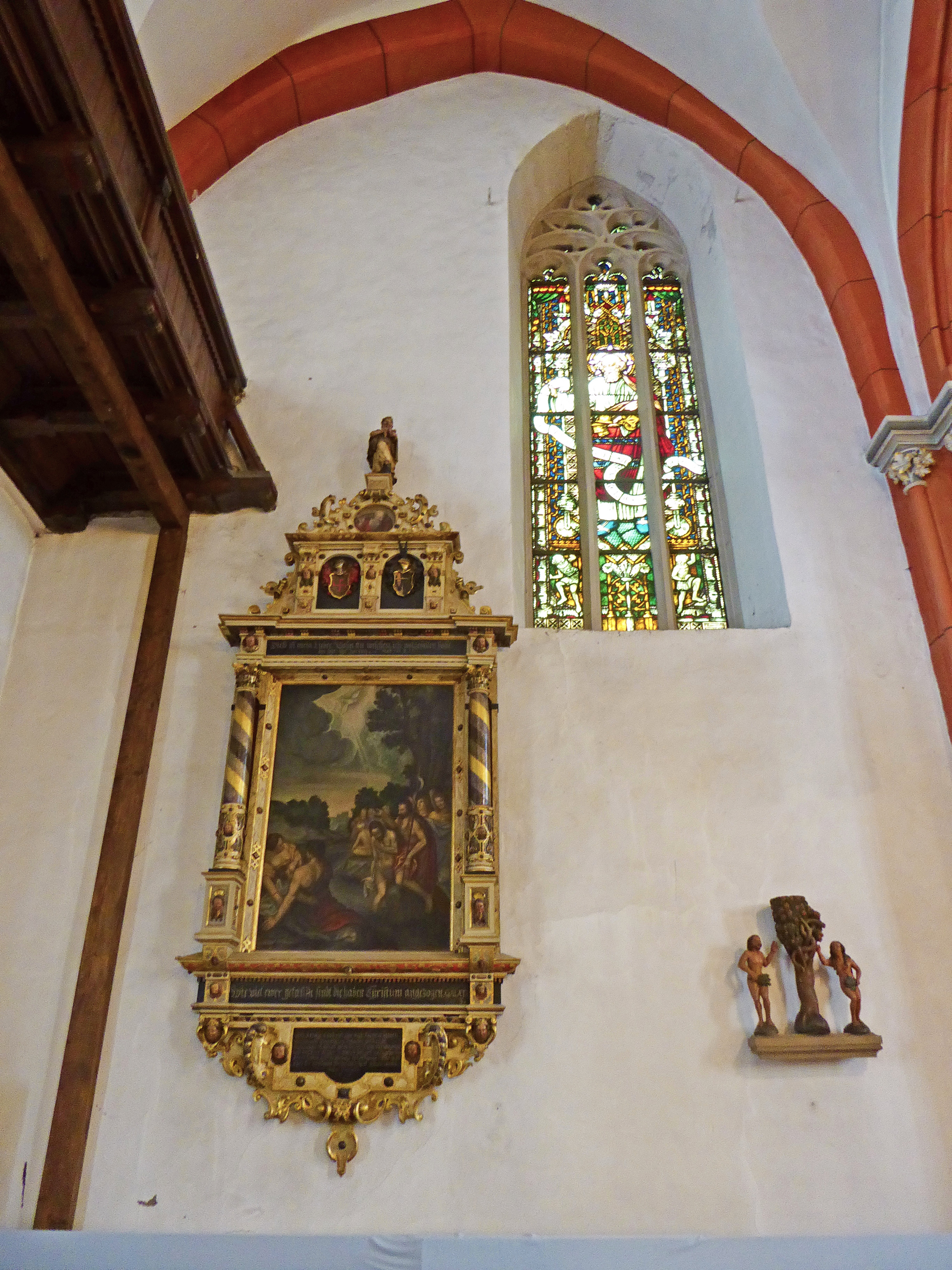
Allianzwappen Raven-Volger, oben im Epitaph in der Marktkirche St. Jacobi in Einbeck

Dietrich Raven († 1570) war mit Dorothea Volger (1541–1616) aus der ebenfalls patrizischen Familie Volger zu Hannover verheiratet. Er erwarb von Herzog Erich dem Jüngeren ein bedeutendes Lehen zu Markoldendorf. Da er aber nur drei Töchter hinterließ, erbten diese sein bedeutendes Privatvermögen, während das Lehen zu Markoldendorf an seinen Schwager Bartold Volger in Hannover fiel. Während des Dreißigjährigen Krieges bekleidete Jobst Raven (1570–1633) das Amt eines regierenden Ratsherrn sowie des Burgermeisters zu Einbeck. Er starb mit 64 Jahren, war Vater von 17 Kindern und Großvater von 11 Enkeln geworden. 1632 hatte er die Übergabe der Stadt an den kaiserlichen Feldmarschall Pappenheim unterzeichnet. Sein Epitaph ist heute noch in St. Alexandri erhalten, ebenso das seines Vaters Lorenz Raven (1520–1594) von 1594 und das des Hans Raven von 1584.
Die Mutter des Heinrich Schrader (1601–1672), braunschweig-wolfenbüttelischer Gesandter zum Westfälischen Frieden, war Anna Raven (1579–1651), verheiratet mit Henning Schrader (1560–1625), Patrizier und Bürgermeister von Braunschweig, Tochter des Patriziers zu Einbeck Bruno Raven († 1579) und der Lucia von Vechelde († 1600), einer Tochter von Thiele von Vechelt (1525–1596), Patrizier und Bürgermeister von Braunschweig, aus dem Geschlecht des Herman von Vechelde, um 1350. Das Allianzwappen Schrader-Raven der im Jahr 1600 verheirateten Eheleute, in Stein gehauen auf einen auf 1609 datierten Kamin, der sich in ihrem im Zweiten Weltkrieg zerstörten und dann abgetragenen Haus am Hagenmarkt in Braunschweig befand, befindet sich seit 1951 im Schloss Wolfenbüttel. Obwohl die Wappen der Raven zu Einbeck und der von Raven aus der Uckermark (deren Wappen enthält einen Panther) sich deutlich unterscheiden, kam es immer wieder zu Verwechslungen in den verwandtschaftlichen Verhältnissen.

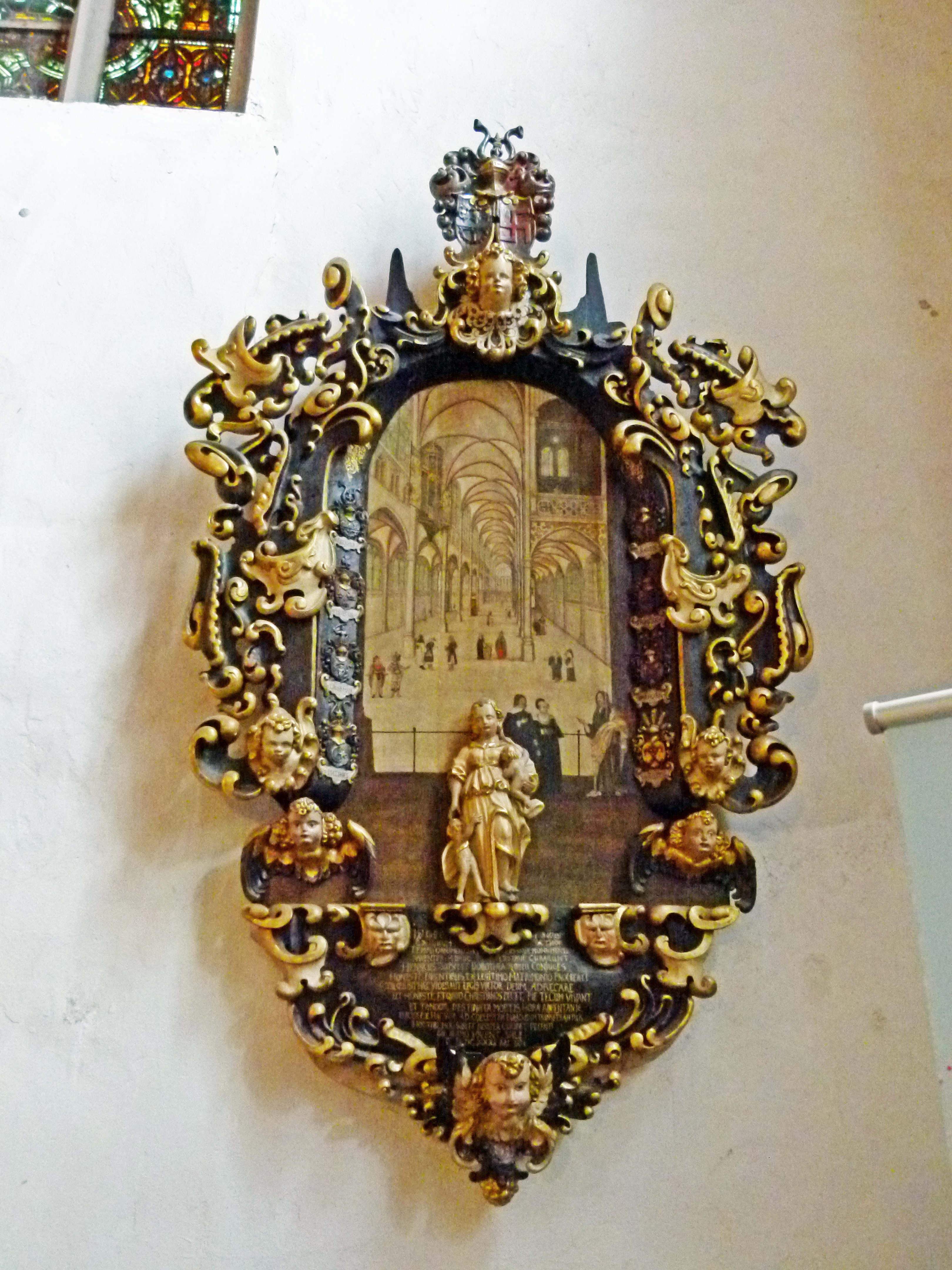
Noch zu ihren Lebzeiten (1640) errichtete das Ehepaar Heinrich Becker und Dorothea Raven († 1654) das Epitaph in der Marktkirche St. Jacobi, in der Bekrönung des Epitaphs das Allianzwappen des Ehepaars

Das Wappen wird erstmals 1640 in einem Epitaph von Heinrich Becker und Dorothea Raven im südlichen Seitenschiff der Marktkirche St. Jacobi in Einbeck erwähnt. Dorothea Raven war eine Tochter des Bürgermeisters Jobst Raven und der Anna Hencken (1564–1632). Nachdem sie zuvor mit Franz von Einem und Johannes Winichius verheiratet gewesen war, heiratete sie in dritter Ehe den Notar und Kämmerer Heinrich Becker, der 1634 den Einbecker Bürgereid ablegte. Dorothea Raven verstarb 1654. Heinrich Becker heiratete im Jahr 1655 Anna Maria Velstein.
Zu dem Geschlecht gehört der Einbecker Patrizier Johann Anton Friedrich Raven (1764–1832), Mitglied der Reichsstände im Königreich Westphalen und Friedensrichter.

### Wappen

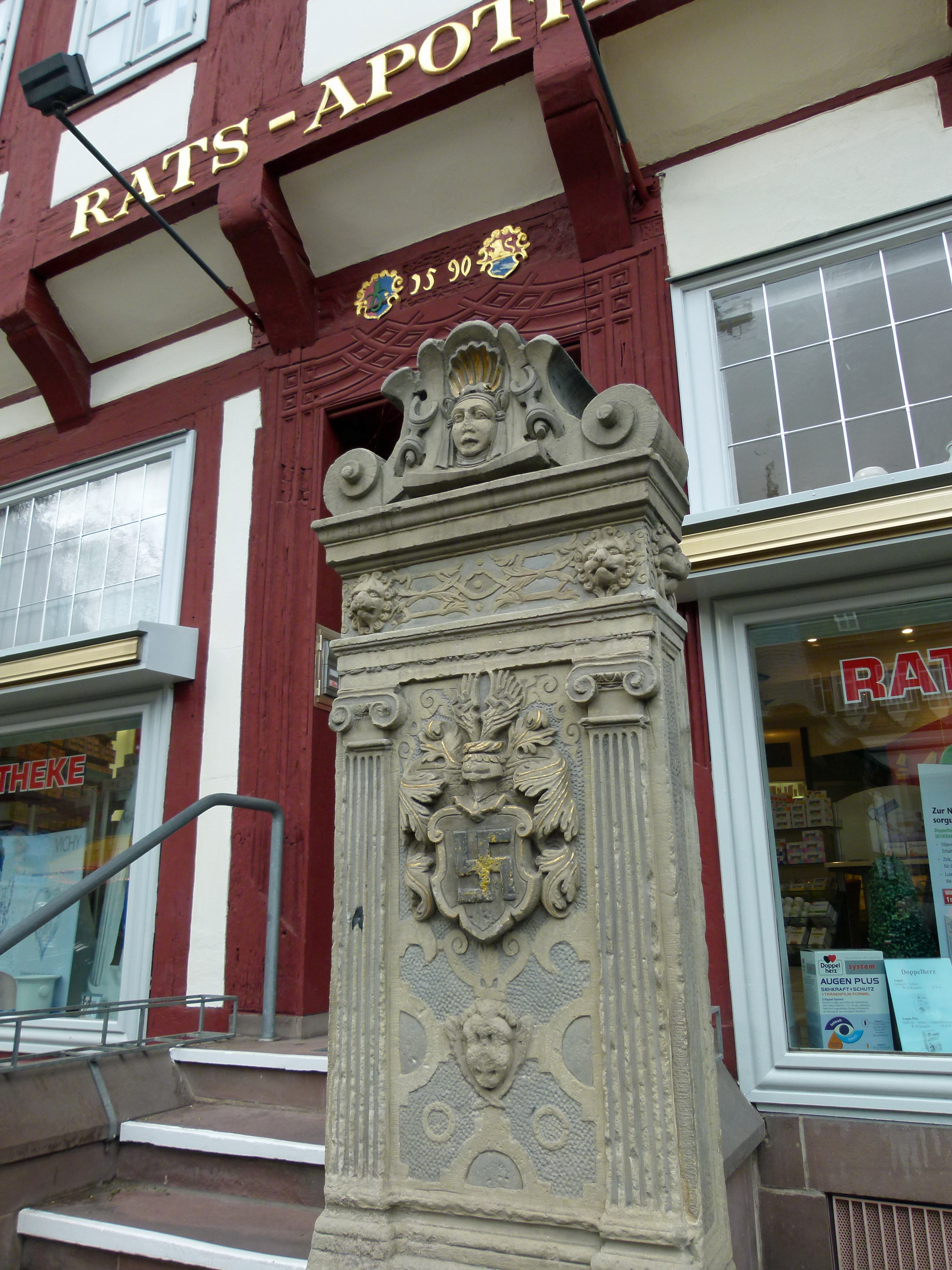
Darstellung des historischen Hakenkreuz-Wappens der Raven zu Einbeck
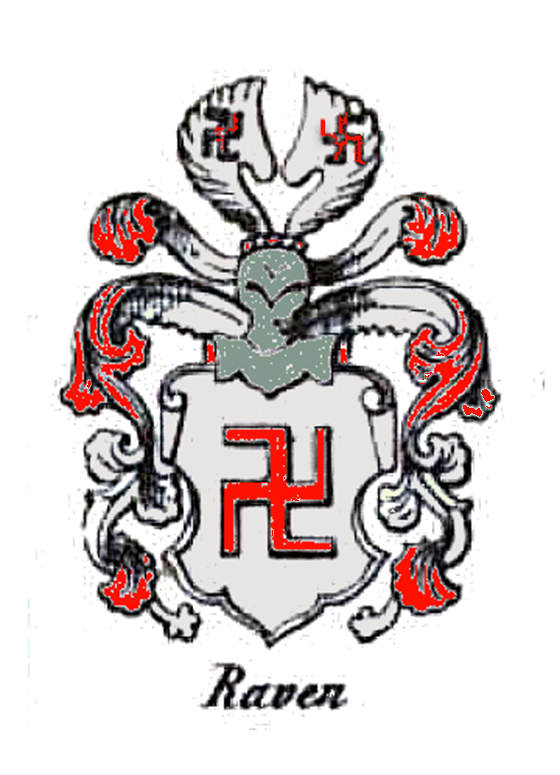
Wappen der Raven zu Einbeck

Die ersten Wappen in Einbeck führten die Patrizierfamilien Junge, Häger und Raven, die Raven zuerst urkundlich 1349.
Das Wappen der Raven zu Einbeck zeigt ein rotes Hakenkreuz (Swastika) im silbernen Schild. Auf dem Helm mit rot-silbernen Decken zwei wie der Schild bezeichnete (oder schwarze) Flügel.